# Гвідо Баккані
Гвідо Баккані (італ. Guido Baccani, 6 квітня 1882, Рим — 4 березня 1938, Генуя) — італійський футбольний ентузіаст початку XX століття. Працював як футбольний тренер, функціонер, арбітр. Стояв у витоків розвитку футболу у столичному регіоні Італії.

## Біографія
Зацікавлений футболом юнак 1900 року став частиною щойно створеної у столиці Італії футбольної команди «Лаціо». Коли у 1909 році «Лаціо» заявився на перший аматорський чемпіонат міста, Баккані вже мав досвід тренерської роботи з командою і був її одноосібним очільником. Приводив «біло-блакитних» до перемоги у першості міста у 1910, 1911 і 1912 роках, тренував команду до 1924 року.
Протягом 1924–1925 років входив до очолюваної Аугусто Рангоне трнерської ради національної збірної Італії.
1927 року у Римі з'явилася ще одна футбольна команда, «Рома», за два роки, у 1929, тренер працював і з цією командою. Щоправда робота з «Ромою» тривала лише трохи більше місяця, за який команда провела 7 матчів. Змінив на посаді головного тренера «вовків» англійця Вільяма Гарбатта, поступився посадою іншому британцеві Герберту Берджессу.
Крім тренерської роботи виконував адміністративні функції у «Лаціо», протягом 1919/20 років судив футбольні матчі, у той же період дописував у La Gazzetta dello Sport.